# EN 301 549
EN 301 549 is een Europese standaard voor digitale toegankelijkheid. De standaard beschrijft voor een breed scala aan ICT-toepassingen aan welke eisen deze moeten voldoen om toegankelijk te zijn voor mensen met een functiebeperking. Voor websites en webapplicaties verwijst EN 301 549 naar een andere internationale standaard: WCAG 2.1 (Richtlijnen voor Toegankelijkheid van Webcontent). EN 301 549 bevat ook richtlijnen voor niet-webgebaseerde informatie in mobiele applicaties, documenten en hardware. De standaard bevat daarnaast aanwijzingen voor de inkoop van ICT-producten en -diensten.

## Wet- en regelgeving
In de Europese richtlijn 2016/2102 is de standaard EN 301 549 verplicht gesteld voor de websites en mobiele applicaties van overheidsinstanties. Om in lijn te blijven met het Europese beleid zijn de Nederlandse Webrichtlijnen daarom eind 2016 op de 'pas toe of leg uit'-lijst van het Forum standaardisatie vervangen door de standaard EN 301 549. 
Sinds 1 juli 2018 is sprake van een wettelijke verplichting: in het tijdelijk besluit digitale toegankelijkheid overheid is EN 301 549 aangewezen als verplicht toe te passen standaard.